# Солер, Кармен
Кармен Солер (исп. Carmen Soler; 4 июня 1924, Асунсьон, Парагвай — 19 ноября 1985, Буэнос-Айрес, Аргентина) — 
парагвайская поэтесса, педагог и активистка Парагвайской коммунистической партии. За борьбу против диктатуры Альфредо Стресснера неоднократно заключалась в тюрьму и высылалась из страны.

## Биография
Солер родилась 4 июня 1924 года в Асунсьоне, где она посещала начальную и среднюю школу.
После завершения учёбы и уже замужем за Марком Аврелием Апонте она перебралась в Чако, где работала двуязычной учительницей сельской школы. Там она воочию столкнулась с социальными проблемами, такими как отсутствие земли у крестьян и крайняя бедность коренного населення.
В 1947 году она присоединилась к Революционной фебреристской партии — в этом социалистическом движении уже был активен её брат Мигель Анхель Солер. Выступая за устранение истоков социального неравенства в стране, она активно участвовала в борьбе против диктатора Ихинио Мориньиго Мартинеса.
После Гражданской войны 1947 года она была вынуждена покинуть страну, отправившись в первое своё политическое изгнание в Буэнос-Айресе, где продолжала поддерживать контакты с Освободительным фебреристским блоком, отстаивая внутри движения марксистские позиции. Именно в политической эмиграции она начала сочинять стихи, в которых нагшли отображения её эстетические определения, целеустремленность и тоска по родине.
В 1954 году Кармен Солер вернулась в Парагвай, где боролась против режима партии Колорадо (уже в форме диктатуре Стресснера, которая продлилась до 1989 года) и за демократию. За это её задерживали в 1955, 1960 и 1968 годах. В том же году вместе с другими активистами Освободительного фебреристского блока она решила вступить в ряды Парагвайской коммунистической партии, которой посвятила себя до своей смерти. Её брат Мигель Анхель уже состоял в ПКП и вскоре возглавил её.
В Аргентине, уже разведённая с Апонте, она вышла замуж за товарища по борьбе Карлоса Луиса Касабьянку, также из ПКП. С тех пор многое произошло: ссылка, неоднократные тайные возвращения, тюрьма, пытки и длительная ссылка. В 1968 году она была вынуждена снова отправиться в эмиграцию. В разные периоды они с мужем жили в Уругвае, Аргентине, Чили и Швеции, не оставляя своей политической и литературной деятельности.
В эмиграции Кармен Солер также нашла новый способ самовыражения в пластическом искусстве, включая небольшие деревянные фигурки, тарелки и керамические изделия, изображающие персонажей легенд гуарани, а также миниатюры из морских ракушек. В Швеции она написала несколько картин, многие из которых отражают её боль в связи с похищением и убийством её брата руками полиции Стресснера.
Наконец она вернулась в Буэнос-Айрес, где и умерла 19 ноября 1985 года, так и не дождавшись падения диктатуры Стресснера.